# Javierre de Ara
Javierre de Ara (aragonesisch Chabierre d'Ara) ist ein spanischer Ort in den Pyrenäen in der Provinz Huesca der Autonomen Gemeinschaft Aragonien. Der Ort gehört zur Gemeinde Fiscal. Javierre de Ara hatte im Jahr 2015 14 Einwohner.

## Geographie
Javierre de Ara liegt circa fünf Kilometer südöstlich von Fiscal am rechten Ufer des Ara. Der Ort ist über die Nationalstraße N-260 zu erreichen.

## Sehenswürdigkeiten
- Iglesia de la Asunción (Bien de Interés Cultural), mit Resten des romanischen Vorgängerbaus
- Casa del Pueblo  (Bien de Interés Cultural)

## Weblinks

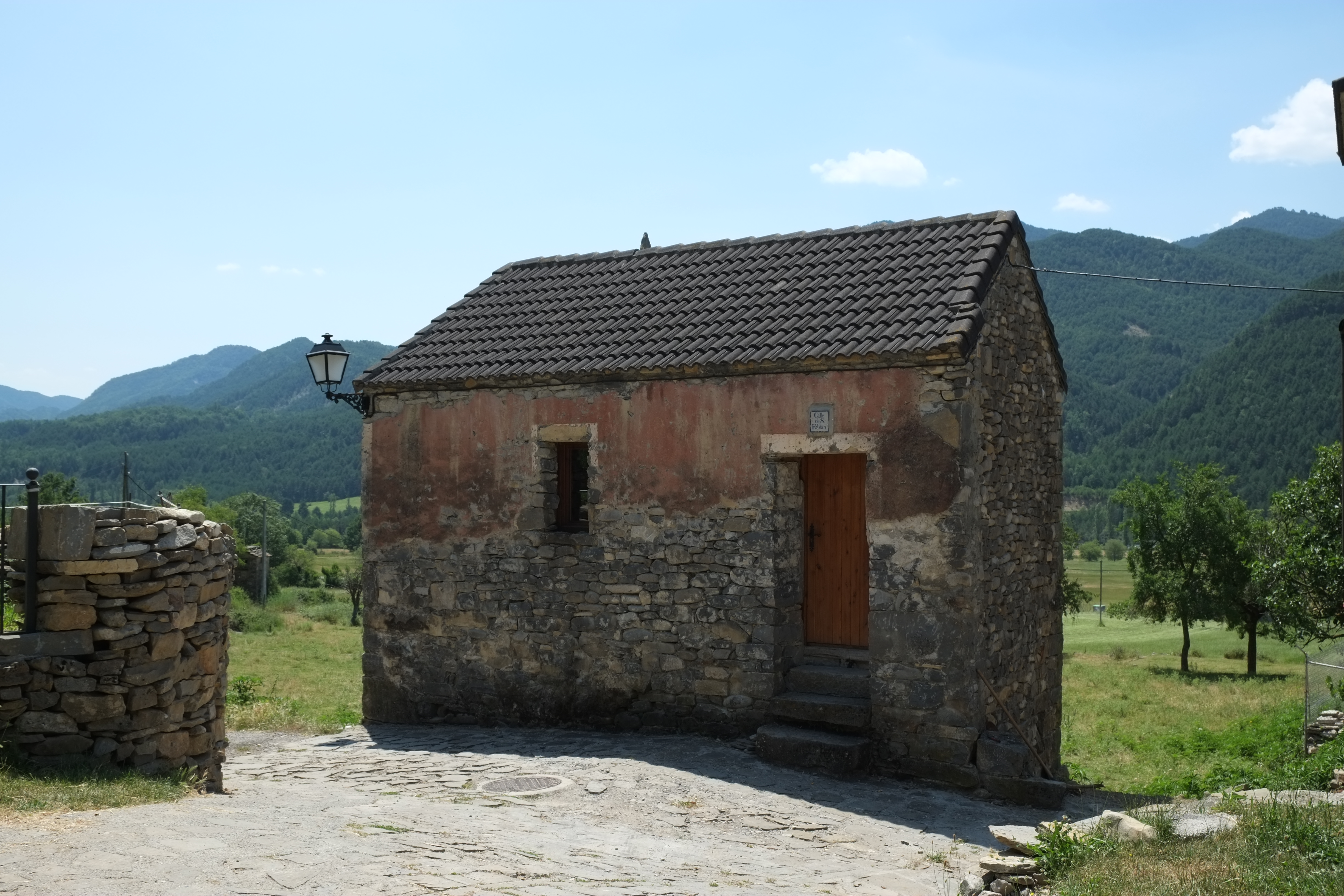
Casa del Pueblo